# Torsten
Torsten  è un nome proprio di persona svedese, danese e tedesco maschile.

## Varianti
- Danese: Thorsten[1]
- Svedese: Thorsten[1]

### Varianti in altre lingue
- Finlandese: Torsti[1]
- Islandese: Þorsteinn
- Norreno: Þórsteinn[1]
- Norvegese: Torstein[1], Thorstein[1]

## Origine e diffusione
Deriva dal nome norreno Þórsteinn che significa "pietra di Thor", essendo composto dal nome Thor combinato con steinn, "pietra". Il nome Dustin è, tramite il cognome Thurstan, un derivato di Þórsteinn.

## Persone
- Torsten Eckbrett, canoista tedesco
- Torsten Frings, calciatore tedesco
- Torsten Gutsche, canoista tedesco

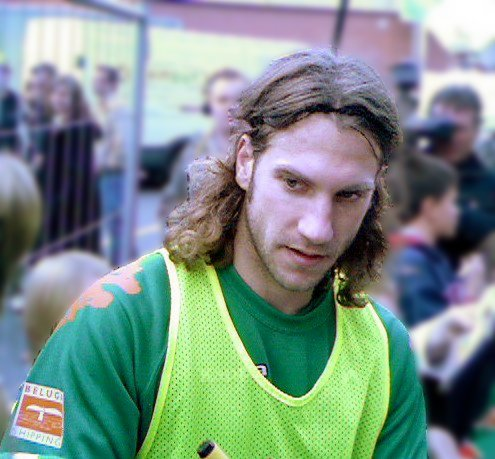
Torsten Frings

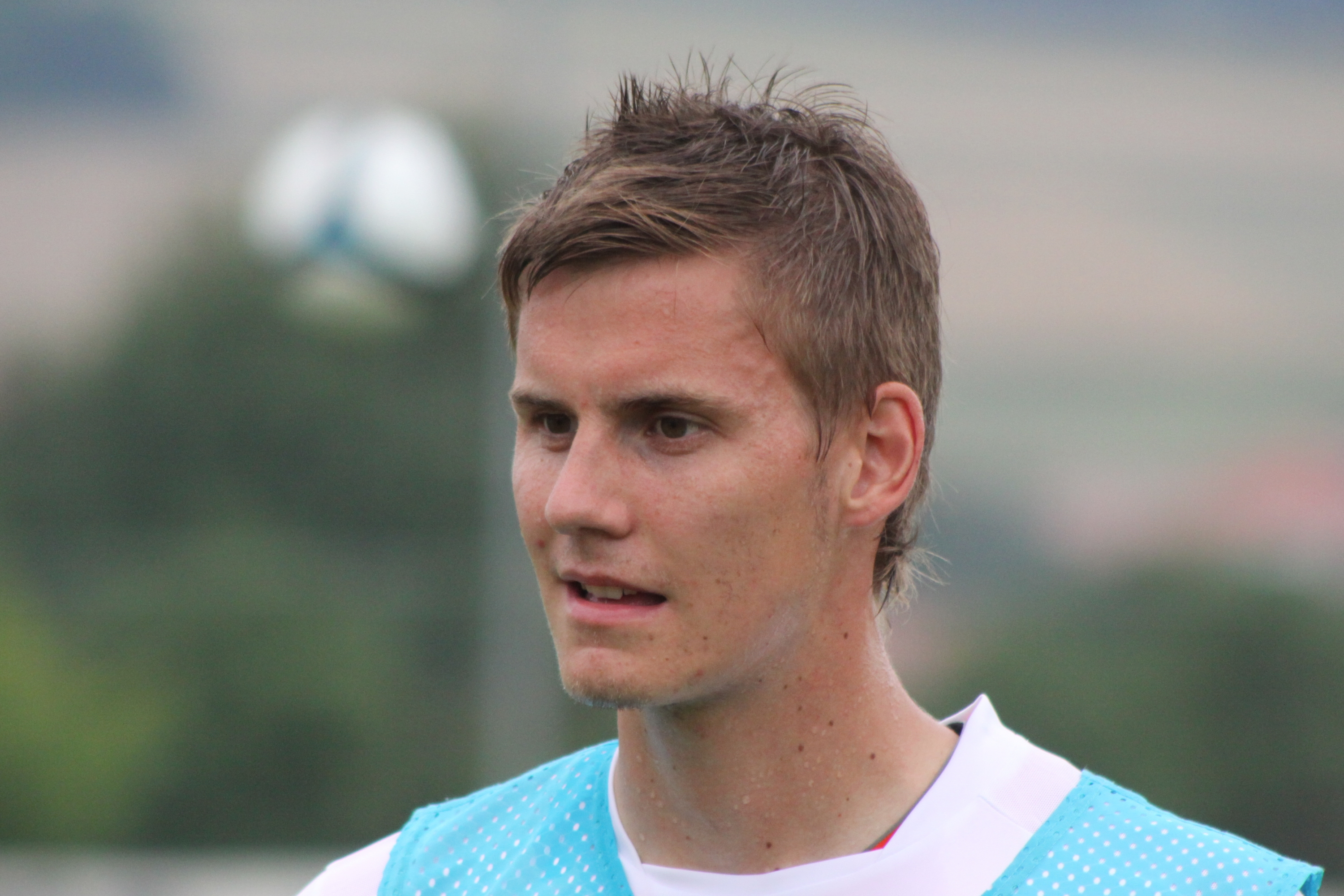
Torsten Oehrl

- Torsten Gütschow, calciatore tedesco
- Torsten Jovinge, pittore e disegnatore svedese
- Torsten Krol, scrittore australiano
- Torsten Kumfeldt, pallanuotista svedese
- Torsten Lindberg, calciatore e allenatore di calcio svedese
- Torsten Oehrl, calciatore tedesco
- Torsten Palm, pilota automobilistico svedese
- Torsten Schmidt, atleta tedesco
- Torsten Spanneberg, nuotatore tedesco
- Torsten Voss, atleta e bobbista tedesco
- Torsten Wiesel, medico e neuroscienziato svedese

### Variante Thorsten

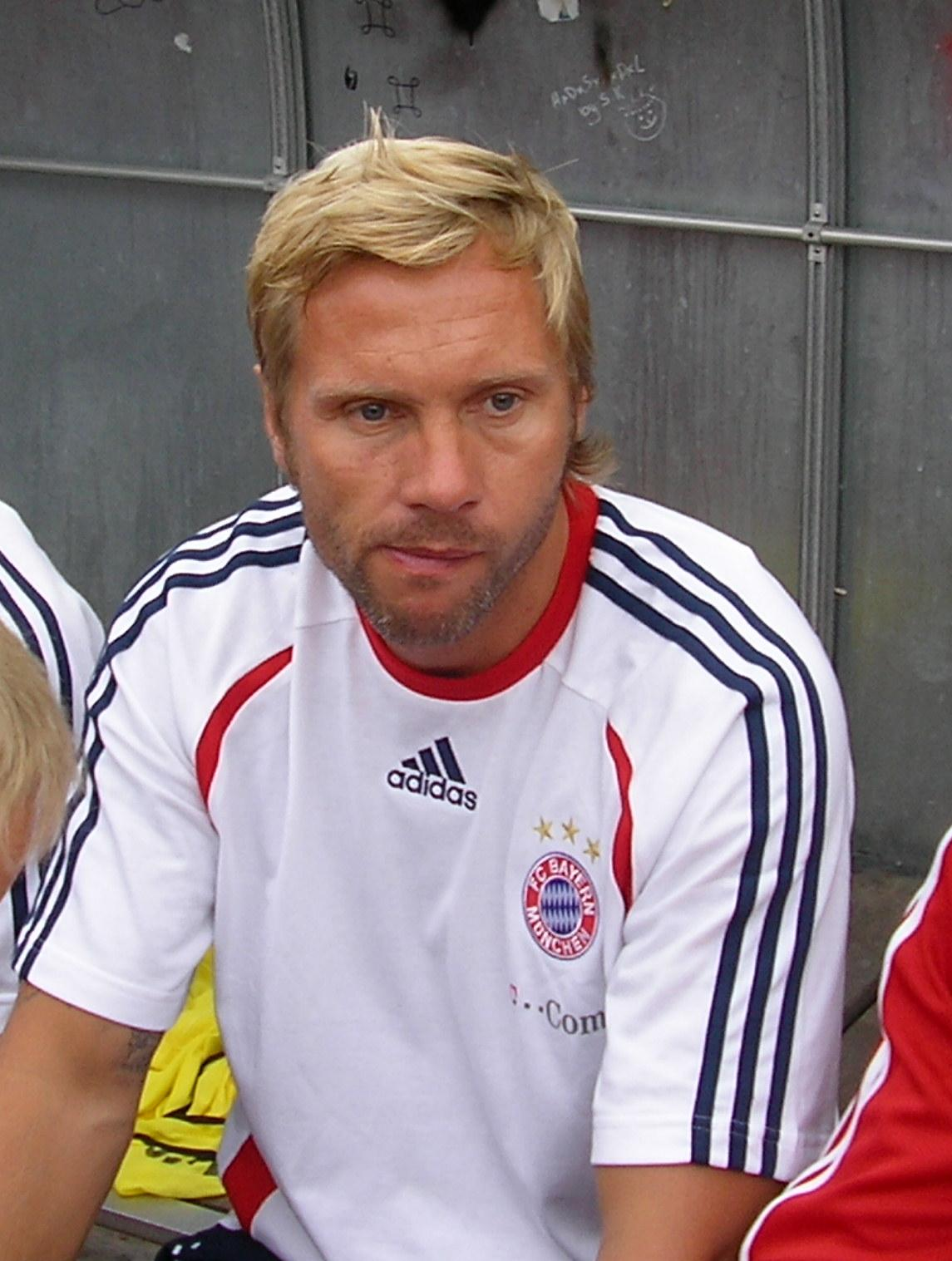
Thorsten Fink

- Thorsten Fink, allenatore di calcio e calciatore tedesco
- Thorsten Flick, calciatore tedesco
- Thorsten Kinhöfer, arbitro di calcio tedesco
- Thorsten Lindqvist, pentatleta svedese
- Thorsten Margis, bobbista tedesco
- Thorsten Schmitt, combinatista nordico tedesco
- Thorsten Weidner, schermidore tedesco

### Variante Thorstein

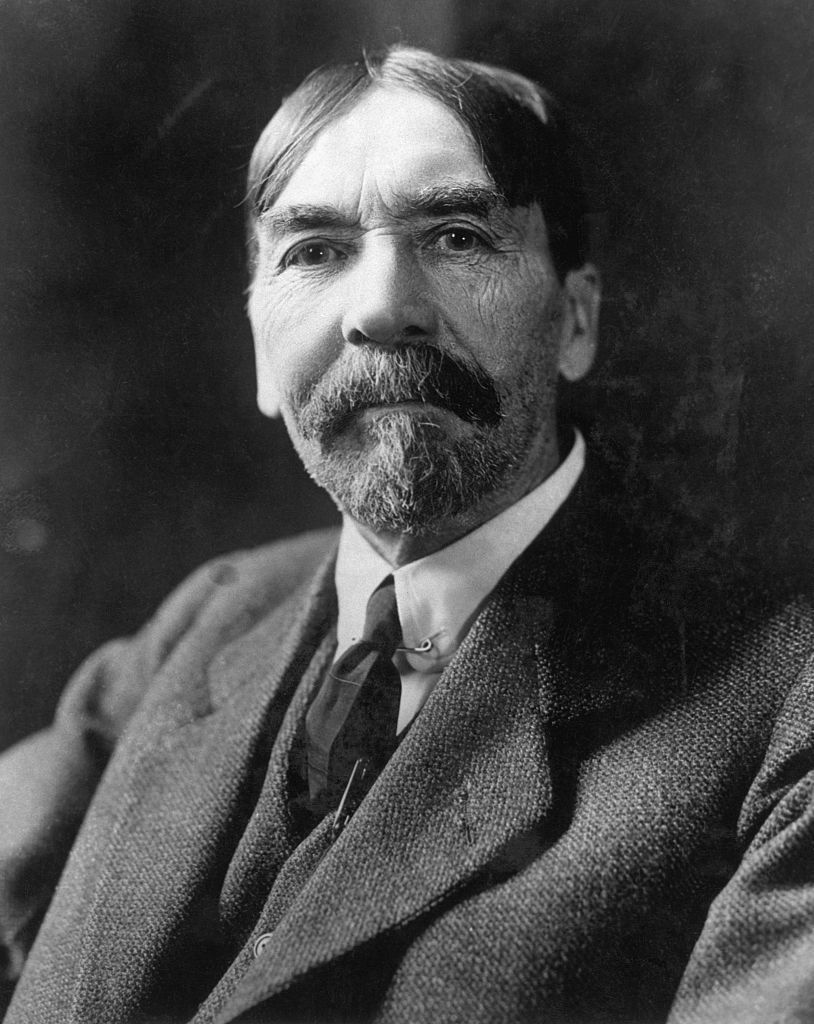
Thorstein Veblen

- Thorstein Helstad, calciatore norvegese
- Thorstein il Rosso, capo vichingo
- Thorstein Veblen, economista e sociologo statunitense

### Altre varianti
- Torstein Aagaard-Nilsen, compositore norvegese
- Torstein Andersen Aase, calciatore norvegese
- Þorsteinn Bjarnason, calciatore islandese
- Þorsteinn Eiríksson, esploratore islandese
- Þorsteinn Pálsson, politico islandese